# Marque (Fluss)
Die Marque (nl. Marke) ist ein Fluss in Frankreich, der im Département Nord in der Region Hauts-de-France verläuft. Sie entspringt im Gemeindegebiet von Mons-en-Pévèle, entwässert zunächst Richtung Nordosten, dreht dann auf Nordwest und mündet nach rund 32 Kilometern in Marquette-lez-Lille als rechter Nebenfluss in die Deûle. Ab Wasquehal ist sie kanalisiert und Teil des Schifffahrtskanals Canal de Roubaix.

## Orte am Fluss
- Tourmignies
- Pont-à-Marcq
- Villeneuve-d’Ascq
- Forest-sur-Marque
- Hem
- Wasquehal
- Marcq-en-Barœul
- Marquette-lez-Lille